# Sara Luvv
Sara Luvv (California; 5 de marzo de 1994) es una actriz pornográfica estadounidense.

## Biografía
Nació en el estado de California en 1994 en una familia de ascendencia alemana, irlandesa y salvadoreña. No se sabe mucho acerca de su vida antes de 2012, año en que entra en la industria pornográfica, recién cumplidos los 18 años. Su debut en 2012 fue con dos películas, ambas de temática lésbica: Horny Lesbian Sisters y Lesbian Cougars on the Prowl.
Desde sus comienzos, ha participado en producciones de Girlfriends Films, Evil Angel, Filly Films, Dark X, Devil's Film, Brazzers, New Sensations, X-Art, Digital Sin, Bang Bros o Naughty America.
En 2015 tuvo su primera escena de sexo anal en Super Cute 3.
En 2017 ganó el Premio XBIZ a la Mejor escena de sexo en película protagonista, junto a Anikka Albrite y Mick Blue, por Babysitting the Baumgartners.
Otros de sus trabajos reseñables son Pledge, Missing A Lesbian Crime Story o Anal Models 2.
Se retiró en 2020, habiendo aparecido en más de 660 películas. Está casada con la directora y productora Bree Mills.

## Premios y nominaciones
| Año  | Ceremonia                   | Resultado | Premio                                                 | Trabajo                            |
| ---- | --------------------------- | --------- | ------------------------------------------------------ | ---------------------------------- |
| 2015 | Premios AVN                 | Nominada  | Mejor escena de sexo lésbico en grupo                  | Twisted Fate: A Lesbian Feature    |
| 2015 | Premios AVN                 | Nominada  | Mejor escena de trío M-H-M                             | Oil Overload 11                    |
| 2015 | Premios XBIZ                | Nominada  | Mejor actriz revelación                                | —                                  |
| 2015 | Premios XRCO                | Nominada  | Cream Dream of the Year                                | —                                  |
| 2016 | Premios AVN                 | Nominada  | Mejor escena de sexo lésbico en grupo                  | Seduction Diaries of a Femme       |
| 2016 | Premios AVN                 | Nominada  | Premio fan: Actriz porno favorita                      | —                                  |
| 2016 | Premios AVN                 | Nominada  | Mejor escena de sexo chico/chica                       | Restraint                          |
| 2016 | Premios AVN                 | Nominada  | Mejor escena POV de sexo                               | Girlfriend Experience 2            |
| 2016 | Spank Bank Awards           | Nominada  | Excellence in Lawn Maintenance (aka Best Groomed Bush) | —                                  |
| 2016 | Spank Bank Awards           | Nominada  | Born To Hand Job                                       | —                                  |
| 2016 | Spank Bank Awards           | Nominada  | Most Adorable Slut                                     | —                                  |
| 2016 | Spank Bank Awards           | Nominada  | Masturbator of the Year                                | —                                  |
| 2016 | Spank Bank Awards           | Nominada  | Porn's Next Superstar                                  | —                                  |
| 2016 | Spank Bank Awards           | Nominada  | The Girl Next Door... Only Better                      | —                                  |
| 2016 | Spank Bank Technical Awards | Ganadora  | Popsicle Princess                                      | —                                  |
| 2016 | Premios XBIZ                | Nominada  | Artista femenina del año                               | —                                  |
| 2016 | Premios XRCO                | Nominada  | Unsung Siren of the Year                               | —                                  |
| 2017 | Premios AVN                 | Nominada  | Mejor actriz                                           | Babysitting the Baumgartners       |
| 2017 | Premios AVN                 | Nominada  | Artista femenina del año                               | —                                  |
| 2017 | Premios AVN                 | Nominada  | Mejor actuación solo/tease                             | Babysitting the Baumgartners       |
| 2017 | Premios AVN                 | Nominada  | Mejor escena de sexo chico/chica                       | Her 1st Interracial                |
| 2017 | Premios AVN                 | Nominada  | Mejor escena de sexo lésbico                           | Fool for Love                      |
| 2017 | Premios AVN                 | Nominada  | Mejor escena de trío M-H-M                             | Babysitting the Baumgartners       |
| 2017 | Premios AVN                 | Nominada  | Premio fan: Artista femenina favorita                  | —                                  |
| 2017 | Spank Bank Awards Technical | Ganadora  | Favorite Pornstar of Step Mothers Everywhere           | —                                  |
| 2017 | Spank Bank Awards Technical | Ganadora  | Most Meals Eaten Off A Cutting Board                   | —                                  |
| 2017 | Premios XBIZ                | Nominada  | Artista femenina del año                               | —                                  |
| 2017 | Premios XBIZ                | Nominada  | Mejor actriz en película lésbica                       | An Unexpected Encounter            |
| 2017 | Premios XBIZ                | Nominada  | Mejor actriz protagonista                              | Babysitting the Baumgartners       |
| 2017 | Premios XBIZ                | Ganadora  | Mejor escena de sexo en película protagonista          | Babysitting the Baumgartners       |
| 2017 | Premios XBIZ                | Nominada  | Mejor escena de sexo en película protagonista          | Babysitting the Baumgartners       |
| 2017 | Premios XBIZ                | Nominada  | Mejor escena de sexo en película vignette              | Fantasies                          |
| 2017 | Spank Bank Awards           | Nominada  | America's Porn Sweetheart                              | —                                  |
| 2017 | Spank Bank Awards           | Nominada  | Bad Ass Brunette of the Year                           | —                                  |
| 2017 | Spank Bank Awards           | Nominada  | Baroness of Licking Lady Ass                           | —                                  |
| 2017 | Spank Bank Awards           | Nominada  | Most Adorable Slut                                     | —                                  |
| 2017 | Spank Bank Awards           | Nominada  | Facial Cum Target of the Year                          | —                                  |
| 2017 | Spank Bank Awards           | Nominada  | Pussy of the Year                                      | —                                  |
| 2017 | Spank Bank Awards           | Nominada  | The Total Package                                      | —                                  |
| 2017 | Premios XRCO                | Nominada  | Mejor actriz                                           | Babysitting the Baumgartners       |
| 2018 | Premios AVN                 | Ganadora  | Mejor actriz                                           | The Faces of Alice                 |
| 2018 | Premios AVN                 | Nominada  | Mejor escena de sexo lésbico en grupo                  | The Faces of Alice                 |
| 2018 | Premios AVN                 | Nominada  | Mejor escena de sexo en realidad virtual               | Being Mr. B: A Baumgartner Fantasy |
| 2018 | Premios XBIZ                | Nominada  | Mejor actriz en película parodia                       | The Faces of Alice                 |
| 2018 | Premios XBIZ                | Nominada  | Mejor escena de sexo en película parodia               | The Faces of Alice                 |
| 2018 | Premios XBIZ                | Nominada  | Mejor escena de sexo en película lésbica               | The Faces of Alice                 |